# Rahnock

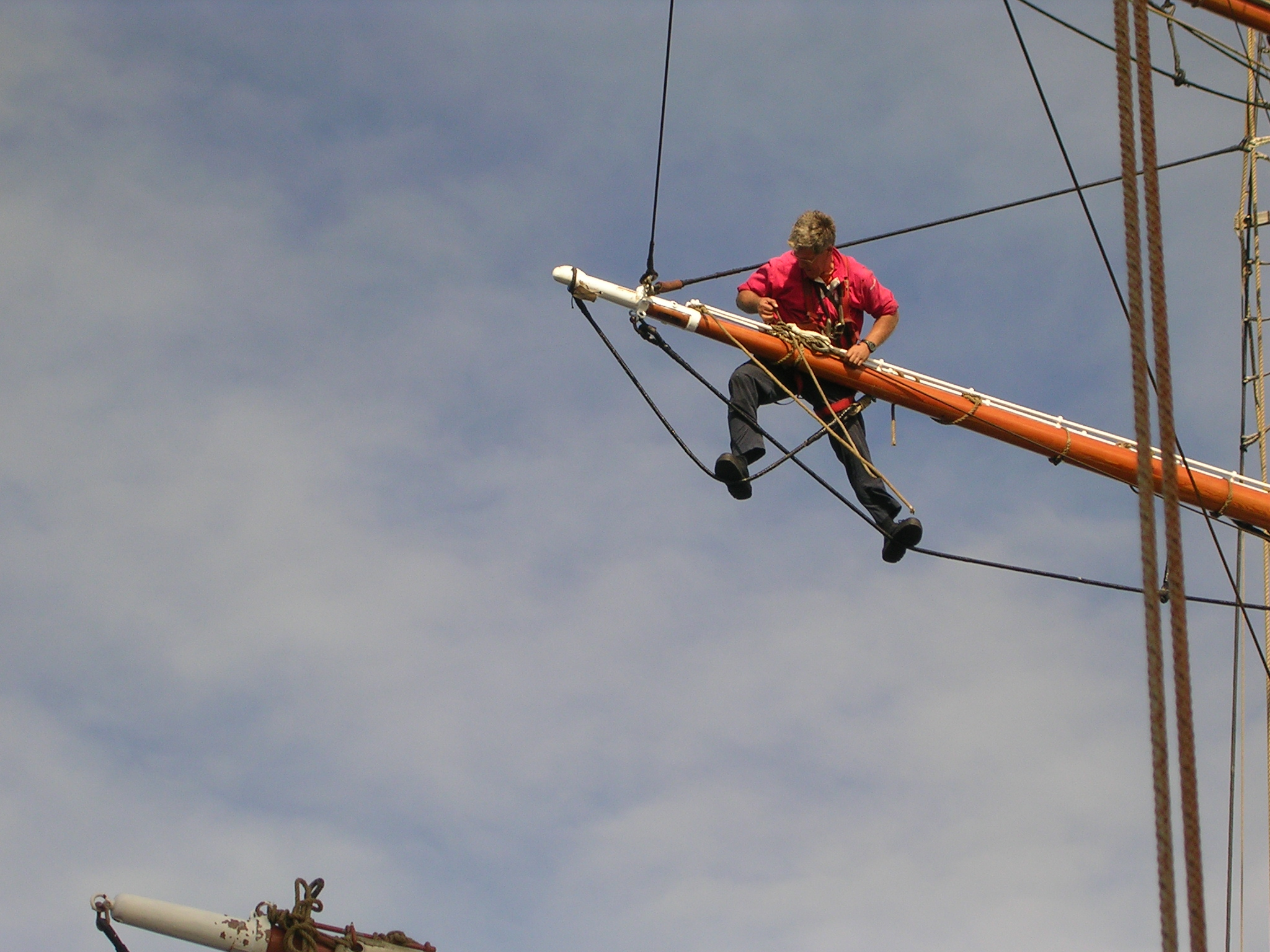
Belegen von Laufendem Gut an der Rahnock

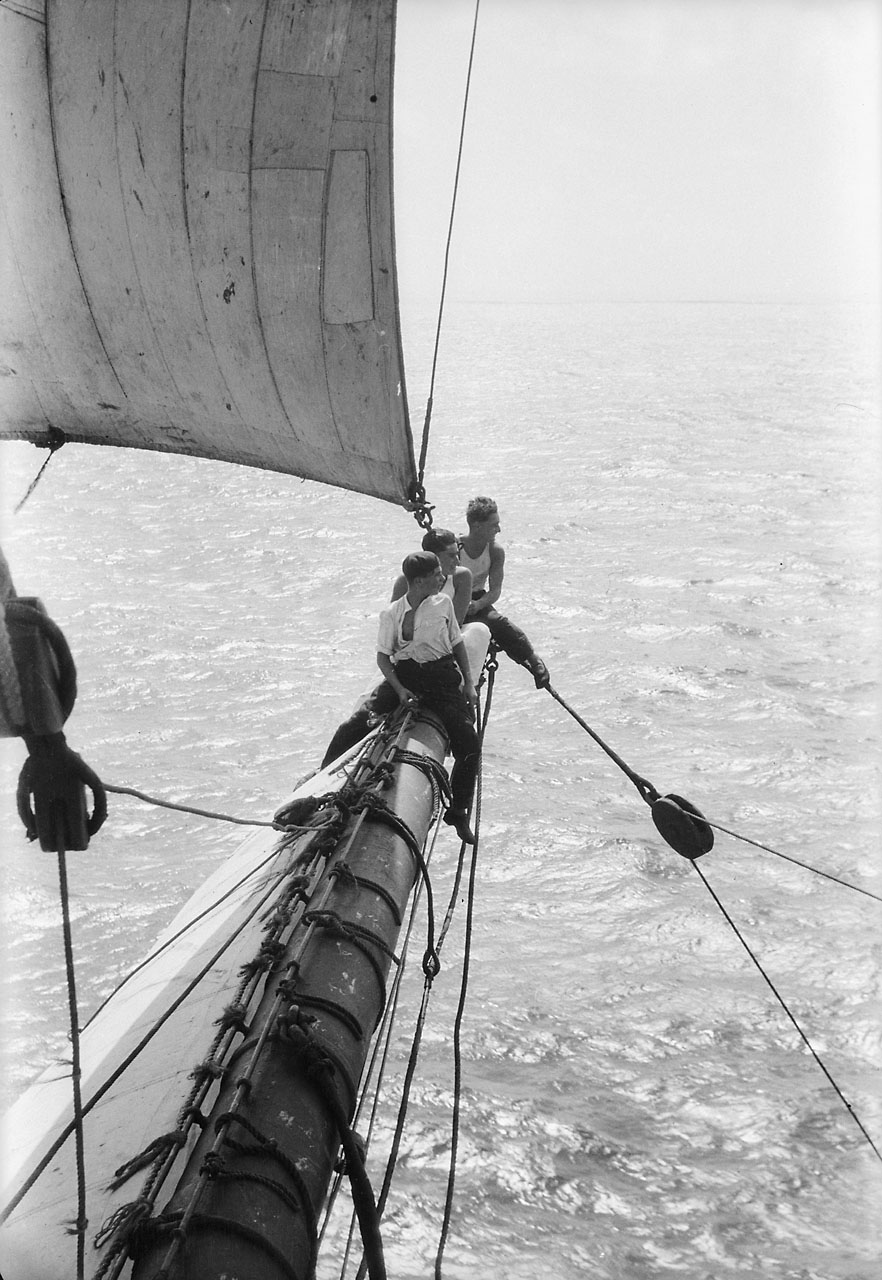
Drei Seeleute auf einer Rahnock der Parma (Steuerbord).

Die Rahnock ist das jeweilige äußere Ende einer Rah nach Back- und Steuerbord. Hier werden an den Rahen die Brassen angeschlagen und es finden sich die Umlenkrollen
- der Schoten für die jeweils darüber befindlichen Rahsegel bzw.
- der Geitaue für die jeweils darunter befindlichen Rahsegel.

Bei modernen Rahseglern sind in den Rahnocken Elektro- oder Hydraulikmotoren, die das Segel um eine in der Rah quasi als Achse laufende Rolle aufwickeln.